# Famille Simian
Pour les articles homonymes, voir Simian.
Les Simian forment une famille de maîtres écrivains actifs à Marseille dans la seconde moitié du XVIIIe siècle.

## Biographie
On lit sur l’ Almanach historique de Marseille, 1789, p. 306-308 que deux Simian étaient alors maîtres écrivains dans la paroisse de Saint-Martin : Simian fils aîné et Simian fils cadet. Il est possible que le document de 1760 décrit ci-dessous émane de leur père, dénommé « Sieur Simian ».
Le prénom du père est inconnu, le fils aîné se prénomme Pierre et son frère cadet Jean-Baptiste. Tous les trois sont maîtres écrivains jurés, arithméticiens, et experts jurés pour la démonstration et vérification de toute sorte d’écriture.
D’après les œuvres recensées ci-dessous, il apparaît clairement que les Simian ont exercé dans la mouvance des études commerciales (arithmétique, change, escompte, comptabilité, langues exotiques) destinées aux futurs commerçants opérant dans les échelles du Levant, notamment. Les documents décrits ci-dessous pourraient être des sortes de chefs-d’œuvre de leurs élèves destinés à être conservés après leurs études (ce qui fut manifestement le cas).

## Œuvres

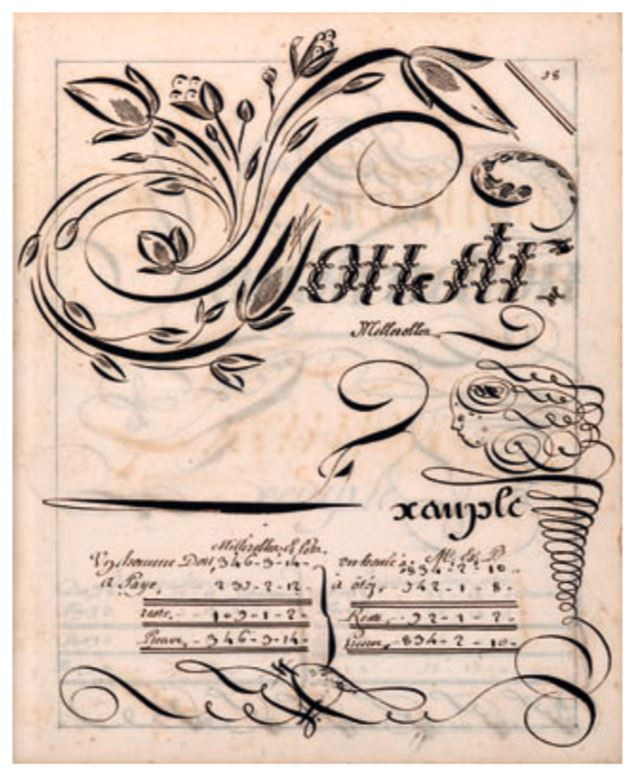
Une page du recueil de 1760

- Arithmétique de Sauveur Tian, écolier du sieur Simian maître écrivain et arithméticien juré, expert pour la démonstration et vérification de toutes sortes d’écritures et signatures. Montre toutes sortes de calculs, fractions, parties doubles, changes étrangers et arbitrages... Commencé le 1er août et fini le 31 décembre 1760. Manuscrit, 226 x 190 mm, [1]-138-[2] f. Relié en basane marbrée. Dans le commerce en 2010 (vente Audap-Mirabaud, 27 juin 2010, no 28).
- Cours d’arithmétique par Simian fils aîné, 1771. Papier, 190 x 155 mm, II-180-[11]f., reliure de maroquin rouge et tranches dorées. Chaque feuillet présente sur le recto des calculs entourés de traits de plume avec des têtes. Au début, portrait du calligraphe debout portant une grappe de raisin et un cep de vigne. Arras BM : Ms. Advielle 361. Ce manuscrit avait fait l’objet d’une question de Victor Advielle dans L'Intermédiaire des chercheurs et curieux, 1898, dans laquelle il demandait des renseignements sur ce calligraphe.
- Arithmétique de Joseph Barbarroux cadet, faitte sous la discipline du sieur Pierre Simian fils aîné, maître écrivain et arithméticien, juré expert pour la démonstration et vériffication de toute sorte d’écriture... fait à Marseille le 5 octobre 1772. Le titre porte une calligraphie signée Simian fils aîné, 24 Xbre 1772. 25 cm, 215 p., relié en maroquin rouge orné. Cambridge (MA) : Harvard U.L. : (Houghton Library) : MS Typ. 358.
- Arithmétique de Sauveur Ignace Ventre faitte sous la discipline du sieur Pierre Simian fils aîné... Montre les fractions, parties doubles, changes étrangers, et arbitrages, fait à Marseille le cinq juin mille sept cent soixante dix neuf. 248 x 202 mm, 269 p., illustré au trait de plume. Reliure maroquin grenat décorée. Rouen : Musée national de l’Éducation : inv. 2002.1231.
- [non daté] Livre d’arithmétique de Jean-Marie Borea, montré par J. B. Simian, maître écrivain juré expert pour la vérification de toutes sortes d’écritures et arithméticien. Ms. in-folio, [2]-84 f. Reliure en basane marbrée, dos orné. Dans le commerce en 2007 (vente Drouot Richelieu, 29 juin 2007, no 13).